# 1959년 영국 총선
1959년 영국 총선은 1959년 10월 8일 영국에서 치러진 총선으로, 여당인 보수당이 과반을 차지해 정권재창출에 성공하였다.

## 배경
1956년 수에즈 위기로 이듬해 앤서니 이든 수상이 사퇴한다. 당시 야당인 노동당은 새 당수인 휴 게이츠켈을 맞아 상승세를 겪고 있었고, 여당인 보수당의 지지율을 앞서게 된다.
하지만 이후 해럴드 맥밀런 내각 하에 경제는 살아났고, 1958년 9월부터 보수당의 지지율은 다시 노동당을 앞서기 시작한다.

## 선거 과정
보수당은 호황과 맥밀런 수상의 인기에 힘입어 "보수당과 함께라면 나아집니다. 노동당이 망치게 두지 마세요"라는 슬로건을 내걸었다.
한편 노동당은 보수당 정부 하에서의 양극화를 공격하며, "영국은 여러분의 것입니다"라는 슬로건을 내걸었다. 또 게이츠켈 총재는 증세는 없을 거라고 공언했는데, 이는 오히려 노동당의 연금공약에 대한 의구심을 불러 일으켜 선거 패배의 요인이 되었다.

## 선거 결과
정당별 의석수
| 정당   | 의석수 |
| ------ | ------ |
| 보수당 | 365    |
| 노동당 | 258    |
| 자유당 | 6      |
| 무소속 | 1      |
| 합계   | 630    |

정당 득표율
| 정당               | 득표수     | 득표율 |
| ------------------ | ---------- | ------ |
| 보수당             | 13,750,875 | 49.4%  |
| 노동당             | 12,216,172 | 43.8%  |
| 자유당             | 1,640,760  | 5.9%   |
| 웨일스당           | 77,571     | 0.3%   |
| 신페인             | 63,415     | 0.2%   |
| 공산당             | 30,896     | 0.11%  |
| 스코틀랜드 국민당  | 21,738     | 0.08%  |
| 파이프사회주의연대 | 4,886      | 0.02%  |
| 운동연맹           | 2,821      | 0.01%  |
| 랭커셔당           | 1,889      | 0.007% |
| 국민노동당         | 1,685      | 0.006% |
| 동료당             | 1,189      | 0.004% |
| 독립노동당         | 923        | 0.003% |

훗날 수상이 되는 마가렛 대처도 당선되었다.